# Río Ziller
El río Ziller es un corto río de Austria, un afluente por la margen derecha del río Inn, que discurre por el valle del Zillertal en el estado de Tirol. Tiene 55,7 km  de largo, y drena una cuenca de 1135 km². Llega hasta los 20 m de ancho, con 2 m de profundidad, y tiene una descarga promedio de 43,1 m³/s. 
Nace de la cresta de los Alpes de Zillertal y alimenta la presa de Zillergründl. En Mayrhofen recibe el Zemmbach (que a su vez recibe el Tuxerbach). En Zell am Ziller recibe al Gerlosbach, antes de desaguar en el Inn en Strass im Zillertal.
Por razones históricas, la mayor parte del curso del Ziller constituye la frontera entre la diócesis de Innsbruck, en el oeste, y la arquidiócesis de Salzburgo en el este.
El Ziller hoy muestra una buena presencia de trucha marrón y arcoíris, así como tímalo.